# Murray (New York)
Murray est une ville du comté d'Orleans, dans l'État de New York, aux États-Unis,. En 2010, elle comptait une population de 4 988 habitants.

## Démographie
Lors du recensement de 2010, la ville comptait une population de 4 988 habitants, tandis qu'en 2016, elle est estimée à 4 750 habitants.